# Dubaï (yacht)
Pour les articles homonymes, voir Dubaï.
Le Dubaï est un yacht de luxe de 162 mètres de long. Lancé en 2006, il appartient à Mohammed ben Rachid Al Maktoum, actuel émir de Dubaï.

## Caractéristiques
Ses aménagements intérieurs sont conçus pour héberger confortablement une soixantaine d'invités dans cinq suites VIP et un grand nombre de cabines.
Le Dubaï comporte 2 salons (formal and informal lounge), une grande salle-à-manger pour 30 personnes, une hélisurface pouvant accueillir un hélicoptère Eurocopter EC-155, une piscine sur le pont arrière, trois jacuzzis (deux sur le pont arrière et un sur le pont avant au niveau de la cabine du propriétaire), une discothèque, un spa, un cinéma, une cave à vin avec contrôle de climat et salle de dégustation, une bibliothèque compo et plusieurs garages pour ranger les jets-ski et le matériel de plongée. Il s'apparente davantage à un navire de croisière qu'à un yacht.

## Équipage et port d'attache
L'effectif de l'équipage est de 61 personnes en temps normal, et peut aller jusqu'à 120 en croisière. L'équipage provient directement du palais de l'émir. Le bateau navigue cependant très peu et surtout on le voit rarement loin de Dubaï. Lorsque le navire se trouve en haute mer (souvent dans le golfe Persique), il est accompagné par deux navires d'escortes qui veillent à sa sécurité.
Le yacht bat pavillon des Émirats arabes unis et est immatriculé au port de Dubaï qui est son port d'attache.

## Moteurs et propulsion
Sa propulsion est classique (4 moteurs, 2 arbres d'hélice), il dispose de 2 générateurs électriques (plus un de secours), ainsi que d'une unité de dessalement d'eau de mer. Lors de son lancement, le navire a rencontré d'énormes problèmes de climatisation, dus à l'incapacité des systèmes initiaux à supporter le climat chaud des Émirats.

## Chantiers
En 2010, l'émir décide d'entreprendre trois chantiers majeurs : la peinture extérieure, l'amélioration du traitement des eaux usées ainsi qu'un nouveau système audiovisuel et informatique (connexions Wifi).

## Galerie
- un salon du yacht
- La grande galerie égyptienne
- Le petit salon
- Un couloir
- Le grand escalier
- Le grand salon principal
- La salle à manger
- La piscine
- La cabine de l'émir
- La cabine de l'émir
- La vue du yacht